# Apocalipsa 4
Apocalipsa 4 este al patrulea capitol al Cărții Apocalipsa sau Apocalipsa lui Ioan din Noul Testament al Bibliei creștine. Cartea este în mod tradițional atribuită apostolului Ioan, dar identitatea precisă a autorului rămâne un punct de dezbatere academică. Acest capitol conține o viziune inaugurală a cerului, înfățișând camera tronului din cer și închinarea cerească pe care scriitorul o observă acolo.

## Text
Textul original a fost scris în greaca comună. Acest capitol este împărțit în 11 versete.

### Martori textuali
Unele manuscrise timpurii care conțin textul acestui capitol sunt (printre altele):
- Codex Sinaiticus (330-360)
- Uncial 0169⁠(d) (secolul al IV-lea; versetele existente 1–3)
- Codex Alexandrinus (400-440)

## Dumnezeu pe Tron

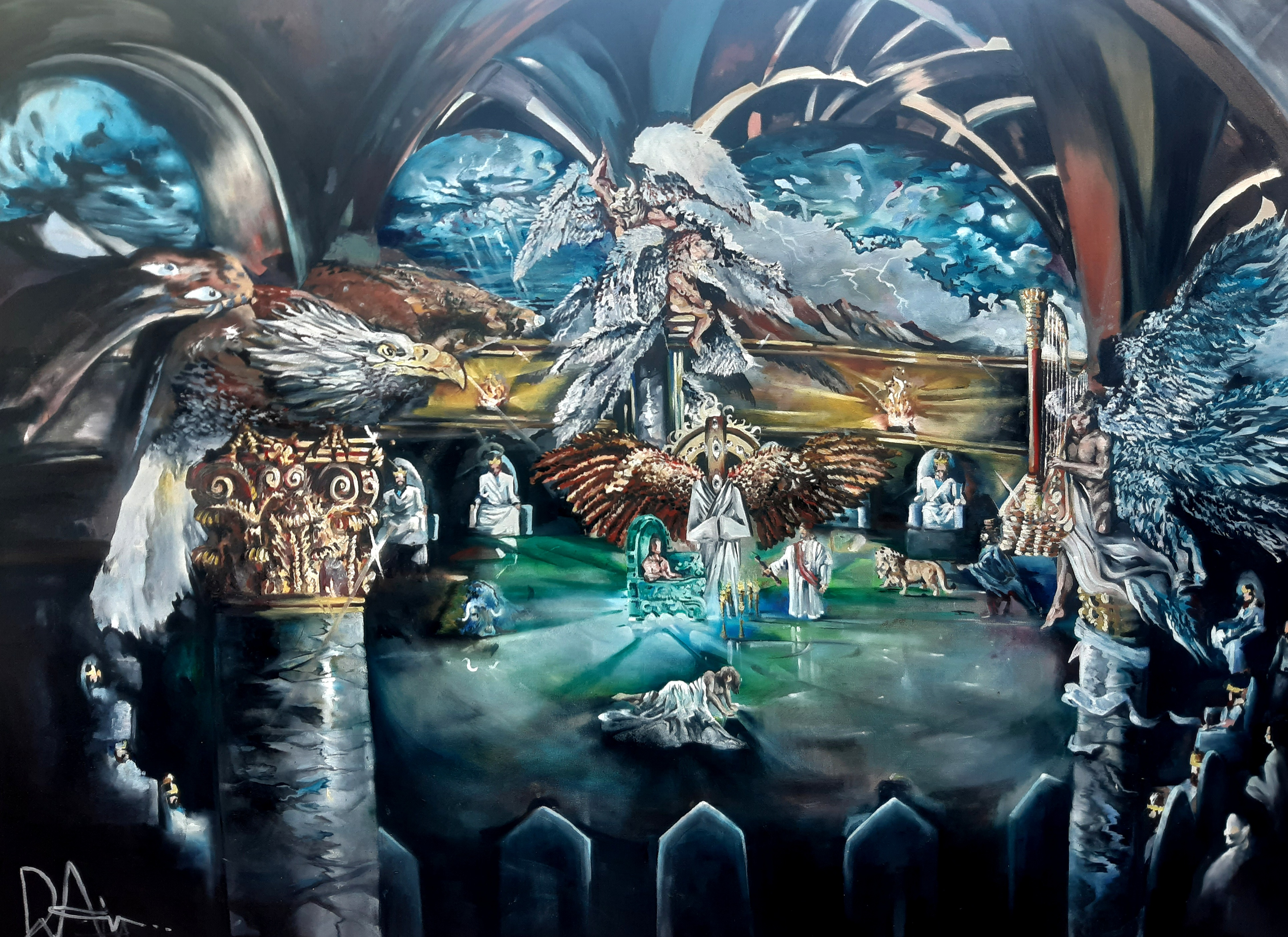

## Versetul 1

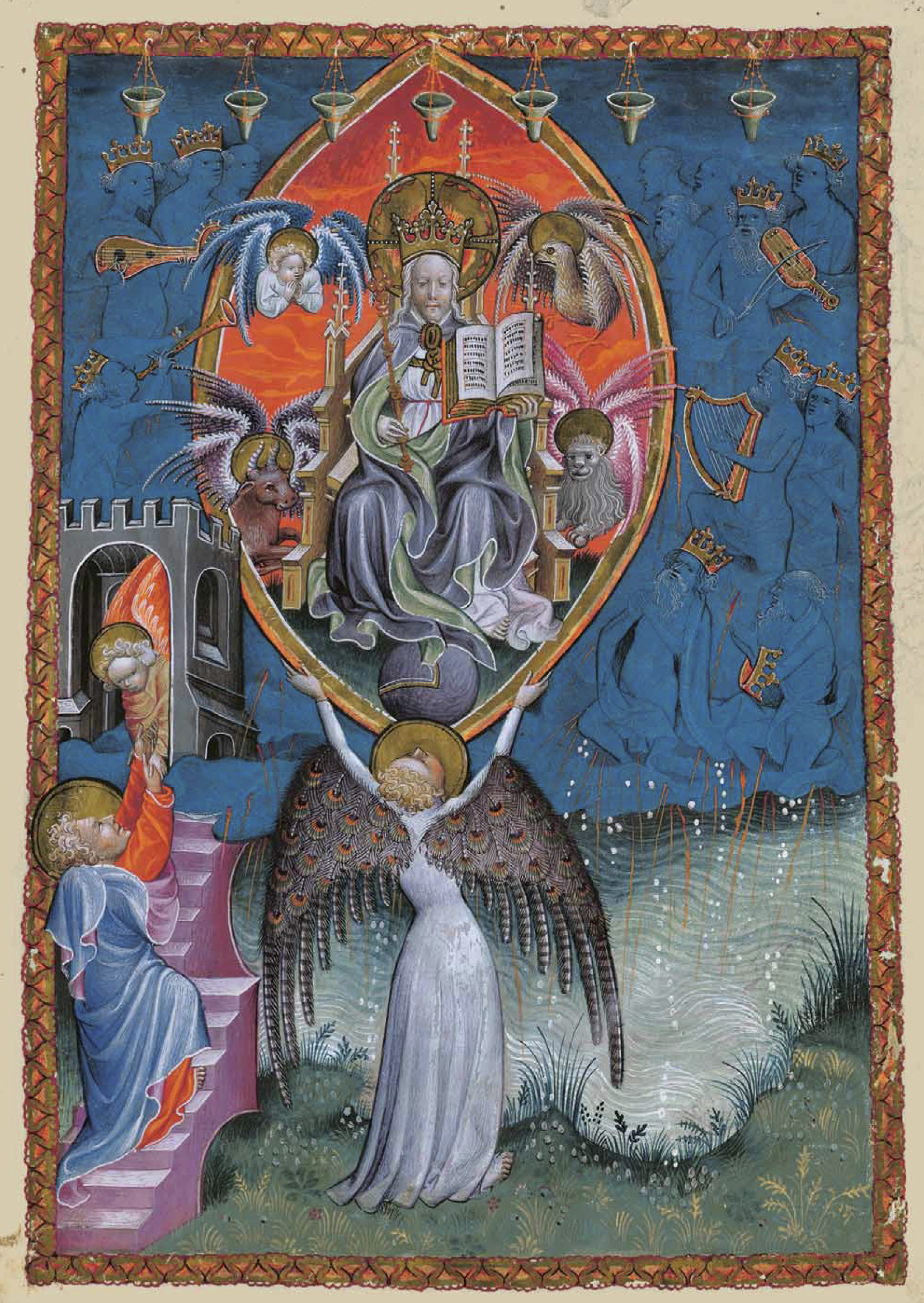
Viziunea Domnului pe tronul slavei, miniatură din Apocalipsa flamandă, c. 1400